# Uclés (Weinbaugebiet)

Lagekarte des Weinbaugebiets Uclés innerhalb Spaniens

Das Weinbaugebiet Denominación de Origen (D.O.) Uclés besteht seit April 2005 und ist damit eines der jüngsten klassifizierten Anbaugebiete Spaniens. Namensgebend ist das Dorf Uclés in der Provinz Cuenca. Die Definition dieses Gebietes geht auf die Initiative von acht Weingütern zurück, die das Potential der Region zur Erzeugung von Weinen unter einem eigenen Namen vermarkten wollten.

## Lage
Die D.O. Uclés liegt im Südteil der zentralen spanischen Hochebene südöstlich von Madrid in der autonomen Gemeinschaft Kastilien-La Mancha. Sie umfasst, geteilt durch den Gebirgszug Sierra Altomira, 25 Dörfer der Provinz Cuenca im Osten (El Acebrón, Alcázar del Rey,  Almendros, Belinchón, Carrascosa del Campo, Fuente de Pedro Naharro, Horcajo de Santiago, Huelves, Huete,  Langa, Loranca del Campo, Paredes, Pozorrubio, Rozalén del Monte, Saelices, Tarancón, Torrubia del Campo, Tribaldos, Uclés, Valparaíso de Arriba, Valparaíso de Abajo, Vellisca, Villamayor de Santiago, Villarrubio und Zarza de Tajo)  und drei Dörfer in der Provinz Toledo im westlichen Teil (Cabezamesada, Corral de Almaguer sowie Santa Cruz de la Zarza). Insgesamt ist eine Fläche von etwa 175.000 ha definiert; Wein, der die Bedingungen der D.O. Uclés erfüllt, wird aber nur auf ungefähr 1.500 ha angebaut.

## Klima
Es herrscht semiarides, kontinentales Klima mit sehr heißen Sommern und sehr kalten Wintern. Die Niederschlagsmenge beträgt etwa 500 mm/Jahr, während des gesamten Sommers herrscht Trockenzeit.

## Boden
Die geologischen Bedingungen unterscheiden sich innerhalb der Region sehr stark, für den Weinanbau werden aber meist Böden mit tiefer sandiger bzw. auch lehmiger Struktur verwendet. In einigen Flusstälern wird auch Boden mit Schwemmlandlehm genutzt.

## Wein
Für die Erzeugung von Weinen mit D.O.-Uclés-Status waren ursprünglich nur die Rotweinreben Tempranillo (Cencibel), Grenache, Cabernet Sauvignon, Merlot, Syrah zugelassen.
Mit der Neufassung der D.O. Statuten vom September 2008 werden auch die weißen Rebsorten Chardonnay, Macabeo (Viura), Moscatel de grano menudo, Sauvignon Blanco und Verdejo erlaubt.
Für Rotweine dürfen nur Trauben von Weinstöcken, die mindestens sechs Jahre alt sind, verwendet werden. Außerdem gelten, abhängig vom Alter der Weinstöcke, entsprechende Ertragsbegrenzungen.
Bei Weißweinen ist schon die Verwendung von Trauben einjähriger Weinstöcke möglich.
Der Alkoholgehalt bei Rotweinen muss mindestens 12 % Vol. betragen, bei Weißweinen 10 % Vol. Seit September 2009 ist auch die Erzeugung von Roséwein mit einem Mindestalkoholgehalt von 11,5 % Vol. und Schaumwein mit mindestens 10 % Vol. Alkohol erlaubt.